# Подберезинская волость

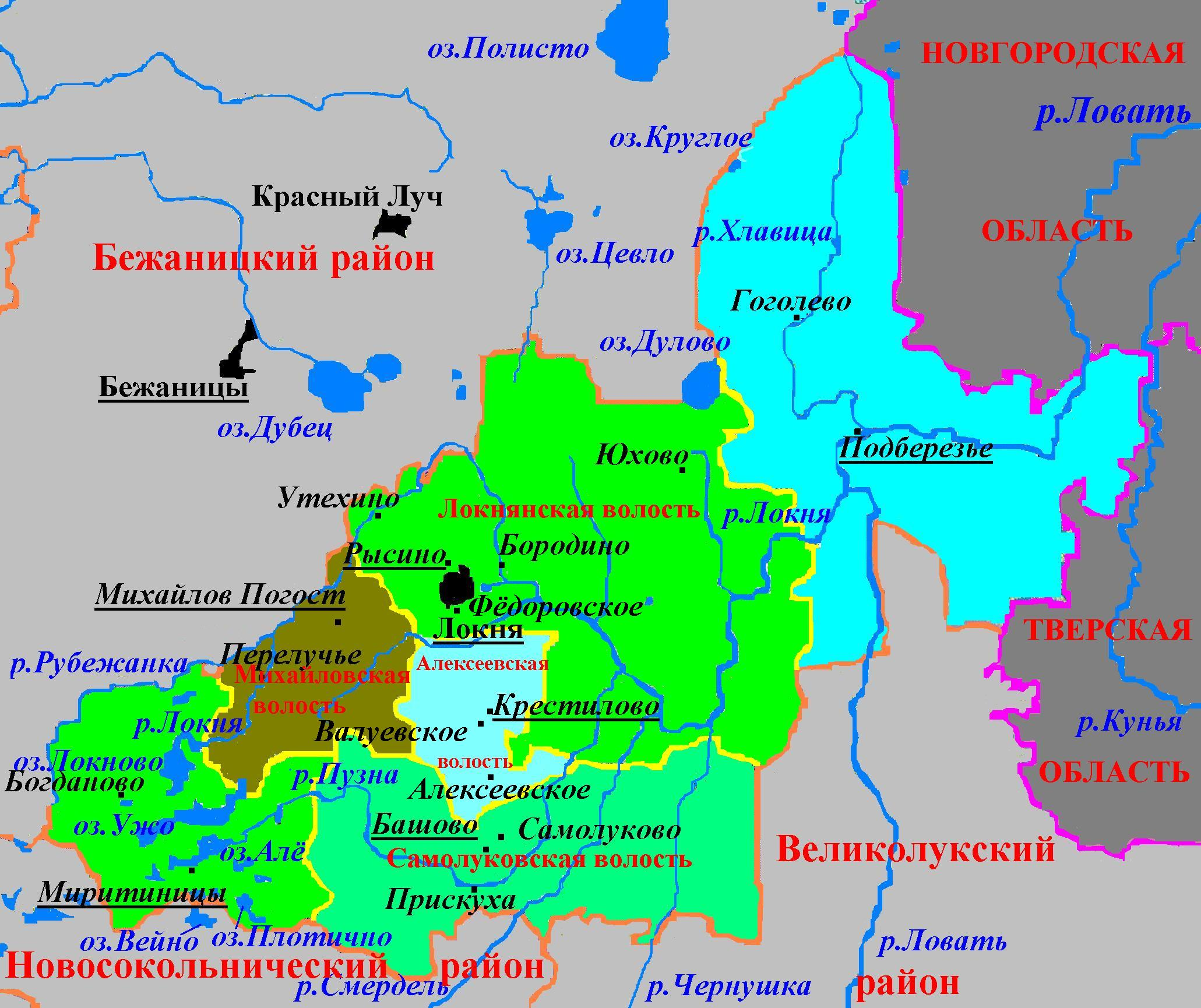
Административное деление Локнянского района в 2005—2015 гг.

Подберезинская волость — административно-территориальная единица 3-го уровня и муниципальное образование со статусом сельского поселения в Локнянском районе Псковской области России.
Административный центр — село Подберезье.

## География
Территория волости граничит на западе с Михайловской волостью Локнянского района, на севере — с Бежаницким районом, на юге — с Великолукским районом Псковской области, на востоке — с Новгородской и Тверской областями.

## Население
| 2002 | 2010  | 2012  | 2013  | 2014 | 2015 | 2016 |
| ---- | ----- | ----- | ----- | ---- | ---- | ---- |
| 1440 | ↘1057 | ↘1018 | ↘1005 | ↘984 | ↘953 | ↘923 |
| 2017 | 2018  | 2019  | 2020  | 2021 |      |      |
| ↘891 | ↘873  | ↘836  | ↘806  | ↘695 |      |      |

## Населённые пункты
В состав Подберезинской волости входят 56 населённых пунктов, в том числе 1 село и 55 деревень:
| №  | Населённый пункт         | Тип     | Население |
| -- | ------------------------ | ------- | --------- |
| 1  | Алексеево                | деревня | →0        |
| 2  | Барсуки                  | деревня | ↘60       |
| 3  | Большие Куницы           | деревня | ↘0        |
| 4  | Большая Гряда            | деревня | ↘28       |
| 5  | Ловатский Бор            | деревня | ↘13       |
| 6  | Бороватая                | деревня | →0        |
| 7  | Веретье                  | деревня | →0        |
| 8  | Власково                 | деревня | ↘28       |
| 9  | Гоголево                 | деревня | ↘154      |
| 10 | Горькуново               | деревня | ↘0        |
| 11 | Денево                   | деревня | ↗18       |
| 12 | Дулово                   | деревня | →0        |
| 13 | Елдыгино                 | деревня | ↘0        |
| 14 | Житище                   | деревня | ↘0        |
| 15 | Заполье                  | деревня | ↘1        |
| 16 | Зезюли                   | деревня | ↘4        |
| 17 | Избоево                  | деревня | ↘67       |
| 18 | Иванисово Подберезинское | деревня | →0        |
| 19 | Иванисово Гоголевское    | деревня | ↘5        |
| 20 | Каменка                  | деревня | ↘0        |
| 21 | Костелево                | деревня | →0        |
| 22 | Кривоплесо               | деревня | →0        |
| 23 | Курово                   | деревня | ↘3        |
| 24 | Лазарево                 | деревня | ↘0        |
| 25 | Лехово                   | деревня | ↘0        |
| 26 | Лядище                   | деревня | ↘0        |
| 27 | Маковеево                | деревня | ↘41       |
| 28 | Малая Гряда              | деревня | ↘0        |
| 29 | Малые Куницы             | деревня | ↘1        |
| 30 | Малый Борок              | деревня | ↘0        |
| 31 | Малый Хочуж              | деревня | →0        |
| 32 | Оболонье                 | деревня | ↗1        |
| 33 | Паново                   | деревня | ↘0        |
| 34 | Петровское               | деревня | →0        |
| 35 | Починки                  | деревня | ↘0        |
| 36 | Подберезье               | село    | ↘493      |
| 37 | Полошутино               | деревня | ↘2        |
| 38 | Рогово                   | деревня | →0        |
| 39 | Ручейки                  | деревня | →0        |
| 40 | Сельцо                   | деревня | ↘78       |
| 41 | Серка                    | деревня | →0        |
| 42 | Сосново                  | деревня | ↘25       |
| 43 | Староселье               | деревня | ↘0        |
| 44 | Струйно                  | деревня | ↘2        |
| 45 | Ситькино                 | деревня | ↗1        |
| 46 | Токарёво                 | деревня | →3        |
| 47 | Усадьба                  | деревня | ↘11       |
| 48 | Федяки                   | деревня | →0        |
| 49 | Фекино                   | деревня | ↘2        |
| 50 | Хвошня                   | деревня | ↘8        |
| 51 | Холодец                  | деревня | →0        |
| 52 | Чернецкое                | деревня | ↘0        |
| 53 | Шеневка                  | деревня | ↗1        |
| 54 | Язвы Гоголевские         | деревня | →7        |
| 55 | Язвы Подберезинские      | деревня | ↘0        |
| 56 | Щёлоки                   | деревня | ↘0        |

## История
Постановлением Псковского областного Собрания депутатов от 26 января 1995 года все сельсоветы в Псковской области были переименованы в волости, в том числе Подберезинский сельсовет был превращён в Подберезинскую волость.
Законом Псковской области от 28 февраля 2005 года в границах волости было также создано муниципальное образование Подберезинская волость со статусом сельского поселения с 1 января 2006 года в составе муниципального образования Локнянский район со статусом муниципального района.